# Терористичен акт в Беслан
Терористичният акт в град Беслан на Република Северна Осетия, Руска федерация е извършен в първите дни на септември 2004 година. Събитието е познато като „Трагедията в Беслан“.
Той е дело на чеченски терористи, които превземат местно училище и задържат като заложници най-малко 1200 възрастни и деца. След двудневни преговори руски специални части щурмуват сградата. По време на акта и спасителната операция умират над 300 от заложниците.
Терористичният акт в Беслан започва на 1 септември 2004 г., когато въоръжени сепаратистки чеченски терористи взимат като заложници стотици деца и възрастни в Първо училище в Беслан по време на Втората чеченска война.
На 3 септември, 3 дни след началото на обсадата, експлозия в училището, избухнала без обясними причини, предизвиква паника сред децата и похитителите започват да ги обстрелват. Руските специални сили се намесват хаотично. Според официалните данни са убити 344 цивилни, от които 186 деца.

## Предистория
Терористични актове
- 9 май: убийство на чеченския президент Ахмад Кадиров с бомба, по време на официалния военен парад в Грозни, посветен на победата във Втората световна война.
- 21 – 22 юни: вълна от терористични атаки в Назран, столицата на Ингушетия, 95 загинали.
- 24 август: самоубийствени терористични действия по време на полет на два самолета ТУ-154 и ТУ-134 над Тула и Ростов на Дон, 90 жертви.
- 24 август: бомбен атентат на метростанция „Каширское шосе“, в Москва, 12 пострадали.
- 31 август: самоубийствен атентат от терористка на метростанция „Рижская“ в Москва с 10 жертви и 50 пострадали, организиран от ислямистка групировка по поръчка на чеченския командир Шамил Басаев и др.

1 септември
На 1 септември започва учебната година в Русия. Това е много популярен празник във всички училища. Всяко дете-първокласник, придружено от своите родители и членове на семейството, празнува ”Първия учебен ден”. След изслушване на учителските речи по-малките получават цветя от по-големите. Тази традиция умишлено е използвана от терористите, за да вземат максимален брой хора като заложници.

## Развой на събитията

### Ден 1
Към 9 ч. 11 мин. местно време (GMT+3) на 1 септември 2004 г. група от около 32 мъже и жени нахлуват в училище №1 в Беслан. Запознати със случая експерти подозират, че е имало 2 групи от терористи, като първата вече е била в училището, когато втората пристига. Там има ученици на възраст от 7 до 18 години. Повечето нападатели носят черни качулки, а няколко други са оборудвани с взривни колани. След кратка престрелка с полицията, по време на която са убити 5 полицаи и нападател, терористите влизат в сградата.
Над 1300 души са взети като заложници. 50 успяват да избягат в настъпилата в началото суматоха. Нападателите събират похитените във физкултурния салон. Малко по-късно се чуват изстрели. Става ясно, че терористите са убили 20 възрастни, за да сплашат пазителите на реда. За да предотвратят обгазяване, като с другарите им от 2002 г. по време на заложническата криза в Москва, терористите чупят прозорците на училището. Похитителите не дават на заложниците да ядат или пият (като наричат това 'гладна стачка', към която те също се присъединяват), докато президентът на Северна Осетия Александър Дзасоков не пристигне да преговарят. Около училището е създаден кръг на безопасност, включващ местни полицаи, специални сили (Спецназ), военни, ОСНАЗ и ОМОН.
За да поддържат атмосферата на терор, похитителите заплашват да убият 50 заложника за всеки убит от полицията похитител и 20 души за всеки ранен. Заплашват също да взривят училището при най-малкия опит за намеса на специалните части.
В началото руското правителство опитва да води преговори, като изпраща педиатъра Леонид Рошал, който вече е участвал в преговори с похитителите в театър „Дубровка“ в Москва през 2002 г. Провежда се специална среща на Съвета за сигурност на ООН вечерта на 1 септември. Изисква се „безусловното освобождаване на заложниците в Беслан“.
В началото има несигурност в действителния брой на заложниците: руските власти ги определят между 200 – 400 души, докато други източници посочват около 1100 д.

### Ден 2
2 септември 2004 г. Преговорите между Рошал и похитителите се оказват безрезултатни. Те отказват да се занесат храна и лекарства, а дори и да се отстранят телата на убитите при нападението. Много от похитените, по-специално децата, са задължени да свалят дрехите си, заради горещината в салона. Нямат какво да пият и са принудени да пият урината си.
В следобедните часове са освободени кърмещи майки и техните деца след преговори с бившия президент на Ингушетия Руслан Аушев. Към 15 ч. 30 мин. се чуват 2 експлозии. По-късно става ясно, че са хвърлени 2 гранати от терористите, за да се предотврати опит за проникване на силите за сигурност.

### Ден 3
Сутринта на 3 септември похитителите позволяват на медицинските екипи да влязат и да изнесат телата на 21 убити заложници. Екип на ФСБ се доближава до училището, но в 13 ч. 4 мин. терористите откриват огън и се чуват 2 големи експлозии. 2 члена от медицинския екип умират, а 30 от заложниците се опитват да избягат, но се озовават в кръстосания огън между руската армия и похитителите.
Последователността на събитията между стрелбата и експлозията е спорна. Има няколко хипотези:
- случайна експлозия на недобре обезопасена бомба;
- пристигането на камиона с медицинския екип предизвиква откритата стрелба;
- задействане на бомба от жена камикадзе заради престрелките;
- версия на местното население: снайперист на специалните сили, стреля по терорист, седнал върху детонатор.

Експлозията е сигнал за хаотична битка между специалните сили, вътрешните войски и терористите. Използват се вертолети и танкове, много въоръжени цивилни се включват в сраженията. Предизвикват се експлозии от терористите и салонът е напълно разрушен към 15 ч.
От руските сили казват, че имат контрол над ситуацията, въпреки че се случват следните събития: в сутерена 3 похитители, избягали с похитени, са убити, както и техните заложници. Къща на 40 метра от физкултурния салон, в която са се укривали терористите, е разрушена към 23 ч. с огнехвъргачки и танкове.
В началото руското правителство обявява, че няма да освобождава заложници със сила и започва мирни преговори. По данни на преговарящите терористите не посочват точни искания, но в тетрадка на заложник са вписани искания за изтегляне на руските войски от Чечня и признаване на нейната независимост. Двудневни преговори водят до освобождаването на едва 26 кърмещи жени с по 1 дете. На 3 септември 2 последователни експлозии в училището, за чиито произход съществуват няколко теории, карат армията и специалните части да щурмуват сградата с 2 танка, поне 1 вертолет и огнехвъргачка.
Руското правителство търпи много критики заради решението си да атакува с толкова тежки оръжия, тъй като техният огън ранява и заложници. В битката се включват и цивилни със собствени оръжия. До вечерта специалните части превземат училището, но престрелката с избягали терористи продължава в мазето и в съседните сгради, а в училището се образува пожар. Според очевидци терорист е линчуван от тълпата. ОМОН хваща невъоръжен терорист, по-късно идентифициран като Нурпаши Кулаев.
При операцията по спасяването загиват 334 заложници, от които 186 деца. Общо жертвите сред заложниците и силите на реда са най-малко 396 души, починали в училището или в болница. Около 700 получават спешна помощ на място, а 437 души постъпват в болници в Беслан и Владикавказ. Много деца получават трайни телесни увреждания (загуба на крайници и очи) и психически разстройства. След завръщане у дома момиче се самоубива.
На 17 септември отговорност за атентата поема чеченският терорист Шамил Басаев, като обяснява, че желанието му било да създаде ислямско емирство в цял Северен Кавказ от Черно до Каспийско море и да постигне официалното признаване на Чечения за независима, в рамките на Общността на независимите държави. Осъденият на доживотен затвор Нурпаши Кулаев обяснява, че актът е извършен в училище с цел убийствата на жени и деца да разпалят войната в Кавказ още по-силно.

### Равносметка
- 31 от 32 похитители са мъртви
- 334 цивилни са загинали, от които 186 деца
- 11 войници на специалните сили са убити, 30 ранени
- 8 полицаи и най-малко 1 цивилен, участвал в боевете, са мъртви
- 31 терористи ликвидирани

Руският президент Владимир Путин обявява 2 дни национален траур на 6 и 7 септември 2004 г. 135 000 души се събират на Червения площад в Москва.

## Похитители
По време на терористичния акт самоличността на терористите не е известна. Предполага се, че става въпрос за чеченски бунтовници, но Асламбек Аслаханов отрича тази информация: ‘Те не са чеченци, когато започнах да говоря с тях на чеченски, те ми отговориха: Не те разбираме, говори руски’. Главните отговорни за това похищение са Шамил Басаев и Магомет Евлоев. Басаев пише за този акт в публично писмо в интернет.
Сепаратисткия лидер Аслан Масхадов също отрича да е замесен и осъжда всички нападения срещу цивилни. Този случай е подобен на атаките в болницата в Будьоновск през 1995 г. и в театъра в Москва през 2002 г. по инициатива на чеченски бунтовници. Руското правителство предполага, че става въпрос за международни терористични групи на казахи, чеченци, араби, татари, дори руснаци.
На 12 септември 2005 г. прокуратурата съобщава, че само 22 от телата на терористите са идентифицирани. Русия заявява, че „Ал-Каида“ (Абу Омар ас Сейф) е финансирала атаката.

## Разследване
Единственият заловен похитител е 24-годишният Нурпаши Кулаев. По време на разпита заявява, че групата е била командвана от чеченец ‘полковник’ и от Кходов, 28-годишен, заподозрян за бомбата в Московското метро, Владикавказ от 15 юни 2004 г.
Властите идентифицират тялото на Полковника като човек с името Руслан Тагирович Котчубаров. Но тази версия се опровергава в съобщение на Басаев. Властите идентифицират едно от телата като Магомет Евлоев, заподозрян за подготовката на атаката от 22 юни 2004 в Ингушетия, в която са убити 95 души.
На пресконференция на 7 септември 2004 г. Владимир Путин отхвърля идеята за публично разследване, предпочитайки правителствено разследване, провеждано от Държавната дума. На 26 декември 2005 г. руската прокуратура, заета със случая, обявява, че властите не са направили никаква грешка в предотвратяването на кризата.

## Съдебен процес
17 май 2005 г. единственият оцелял терорист Нурпаши Кулаев е изправен пред съда на Северна Осетия във Владикавказ. Няма адвокат, който да иска да го защитава, и е назначен служебно Алберт Плиев. Жителите на Беслан искат линчуване или смъртна присъда. 1343 души са гражданските ищци в този процес. Кулаев е обвинен в убийство, тероризъм, отвличане и други престъпления, той се обявява за невинен по 8-те обвинения, повдигнати срещу него. На 26 май 2006 г. е осъден на смъртно наказание. Имайки предвид мораториума върху смъртното наказание, присъдата е променена на доживотен затвор.

## Отразяване в медиите
По време на щурма водещи световни медии (CNN, BBC, Fox News, EuroNews) предават пряко развитието на събитията. Руската телевизия „НТВ“ първа съобщава за щурма на училището и предава на живо половин час след първата експлозия, също показана на живо по време на новинарската емисия. Другите 2 руски държавни канала – „Первый Канал“ и „Россия“, се включват на живо от Беслан час след експлозиите.
Според доклад на ОССЕ за достъпа на журналисти до информация по време на атентата руското правителство предоставя невярна информация за броя на заложниците и произхода на атентаторите. Трите национални телевизионни канала предават само официалните съобщения на правителството, докато вестниците и новинарските сайтове провеждат собствени разследвания. Чак след заплахата на родители на деца в училището, че ще организират собствено преброяване на заложниците, президентът на Северна Осетия Александър Дзасохов съобщава, че терористите държат над 900 души, а не 354 д. – броя, официално обявен от властите.
Германското списание „Шпигел“ публикува книга със свое собствено разследване („01.09. Бесланское досье“), което потвърждава заключението на властите, че първият взрив идва от страна на терористите.

## Последствия
Това похищение поставя трудности в политиката на Путин в Северен Кавказ и риск от разрастване на чеченския конфликт в съседните региони. След тази случка Путин се опитва да консолидира и централизира властта си, оправдавайки своята позиция с борба срещу тероризма.

## Хуманитарни усилия
Според руските власти 1200 души в Беслан имат нужда от психологическа помощ след този терористичен акт. Според руския Червен кръст хиляди други имат нужда от дългосрочна психологическа подкрепа, особено семействата и приятелите на заложниците.
За трагедията са написани няколко книги:
- „Плакал дождь холодными слезами“ от руския журналист Мурат Кабоев
- „Беслан. Кто виноват?“, разследване на група руски журналисти
- Beslan: The Tragedy of School Number 1 от ирландския преводач Тимъти Филипс
- Terror at Beslan: A Russian Tragedy with Lessons for America's Schools от Джон Гидък, инструктор на специални военни части в САЩ и Русия
- The 2002 Dubrovka and 2004 Beslan Hostage Crises: A Critique of Russian Counter-Terrorism от Джон Дънлоп, изследовател на конфликтите в Чечения